# Letychiv (huyện)
Huyện Letychiv (tiếng Ukraina: Летичівський район, chuyển tự: Letychivs’kyi raion) là một huyện của tỉnh Khmelnytskyi thuộc Ukraina. Huyện Letychiv có diện tích 951 km², dân số theo điều tra dân số ngày 5 tháng 12 năm 2001 là 34440 người với mật độ 36 người/km2. Trung tâm huyện nằm ở Letychiv.